# 乳海攪拌

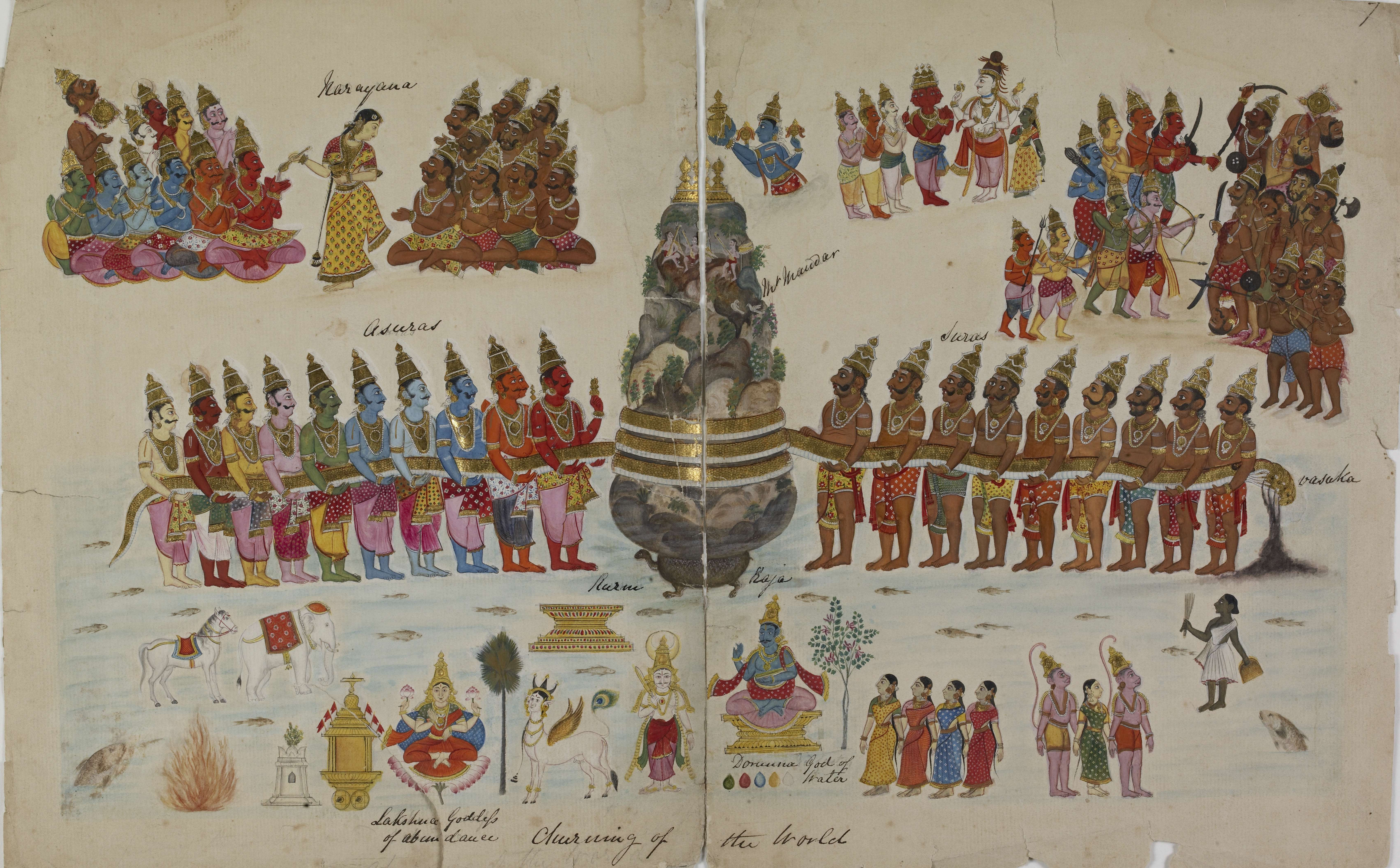
1820年頃に描かれた乳海攪拌

乳海攪拌（にゅうかいかくはん）は、ヒンドゥー教における天地創造神話。

## 概要

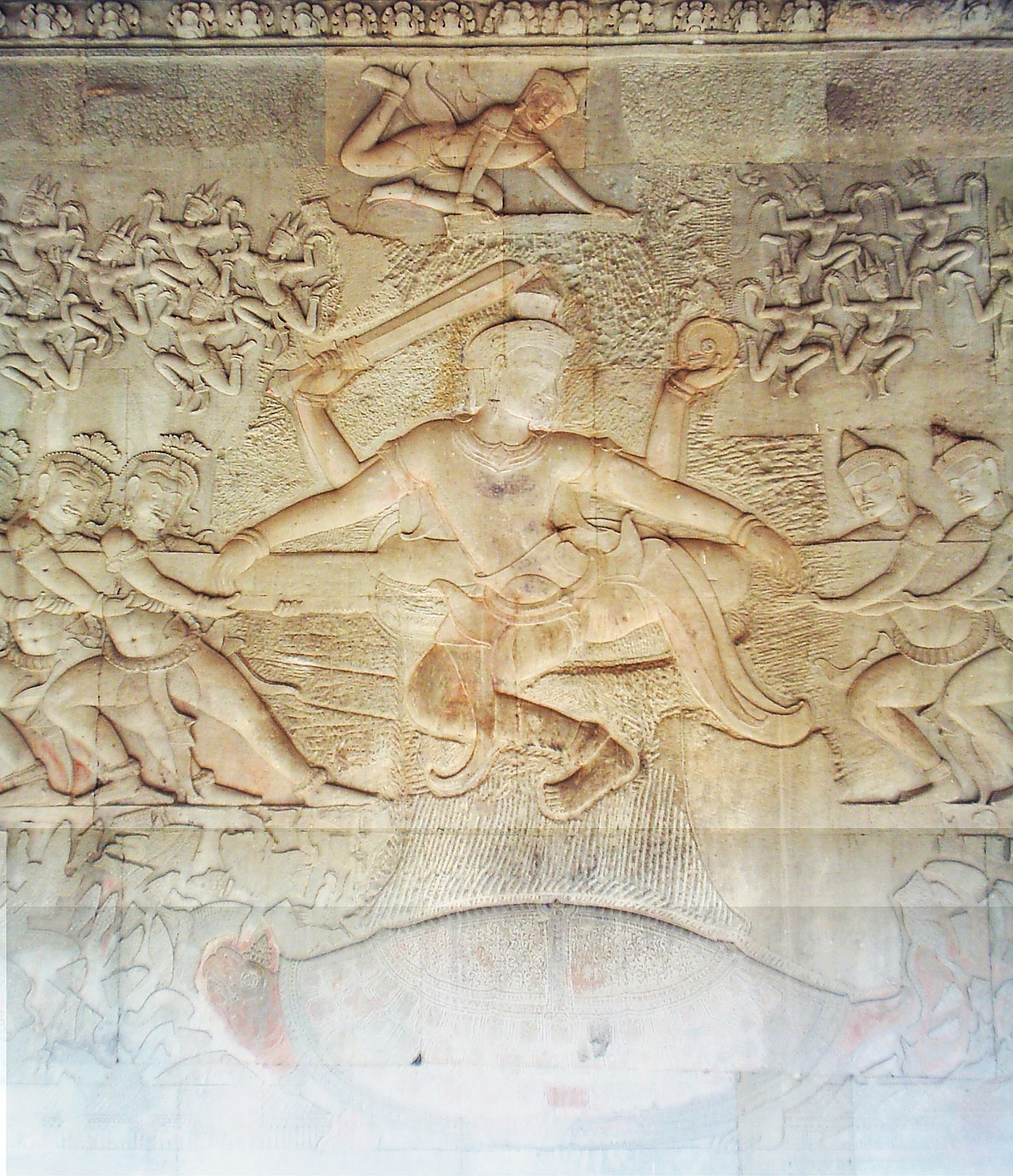
アンコール・ワット第1回廊、浅浮き彫りにみられる乳海攪拌（一部）。中央にヴィシュヌ、その下に彼の化身の亀クールマがいる。ヴァースキを引っ張っているアスラが左側に、神々が右側に描かれている。

乳海攪拌の物語は、『マハーバーラタ』1・15-17（乳海攪拌）、『バーガヴァタ・プラーナ』、『ヴィシュヌ・プラーナ』、『ラーマーヤナ』などで語られている。
偉大なリシ（賢者）ドゥルヴァーサスは、非常に短気で怒りっぽく、礼を失した者にしばしば呪いをかけた が、丁寧に接する者には親切であった。ある時、人間の王たちが彼から助言を受けるべく地上に招き、美しい花で造った首輪をかけて手厚くもてなしたところ、ドゥルヴァーサスはとても喜び、王と王国を祝福した。その後彼はこの美しい花輪を与えるべくインドラを訪ね、その首にかけて祝福した。インドラたちは彼を丁寧にもてなし滞りなく送り出した。その直後、インドラが乗る象が花輪に興味を示したため何気なく与えた。象が花輪を放り出すところをドゥルヴァーサスが見て激怒し、インドラたち神々に呪いをかけ、神々や三界が享受してきた幸運を奪ってしまった。三界の繁栄は陰り、植物は枯れ、人間の世界は堕落し、神々は力を失った。

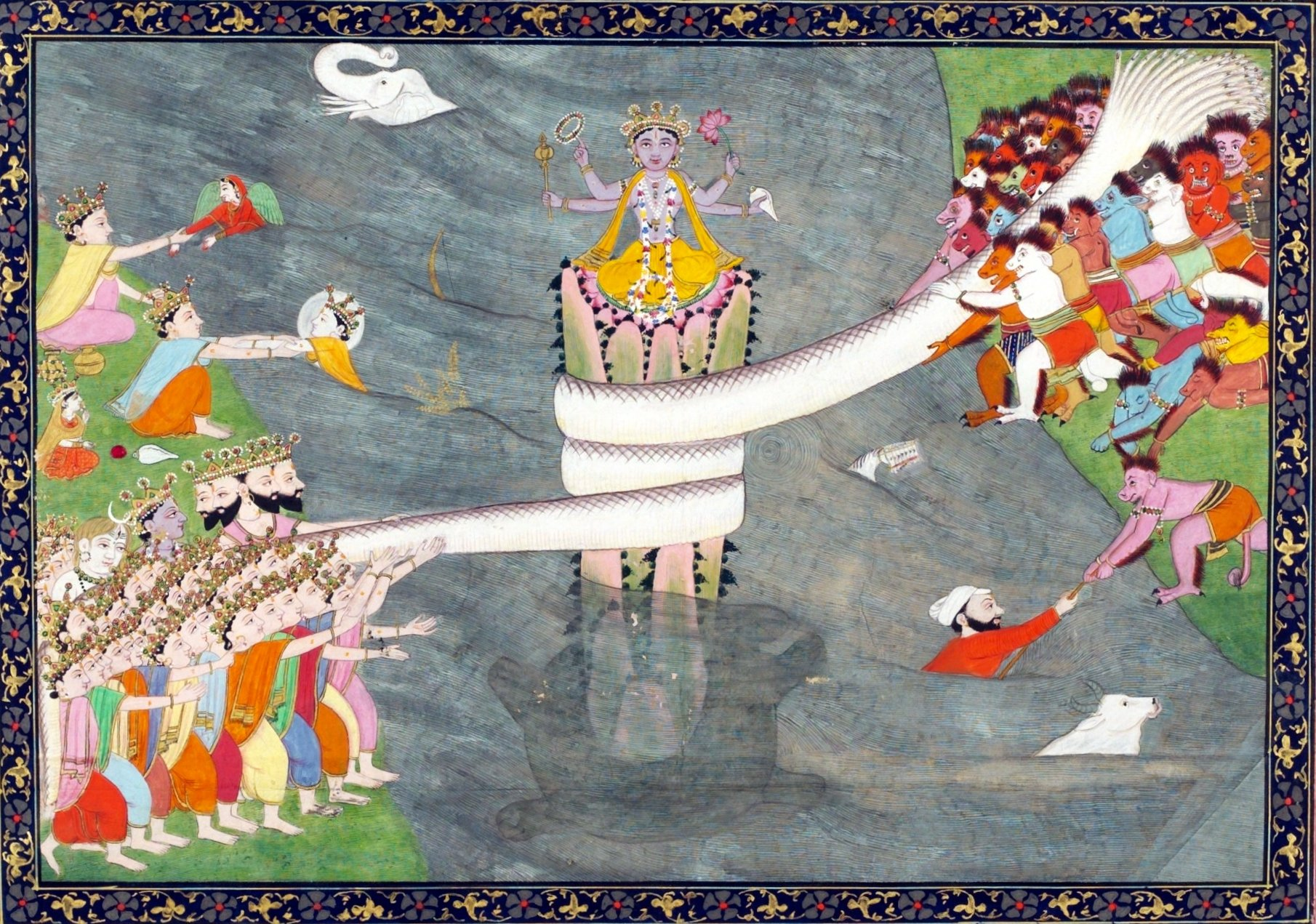
19世紀後半に描かれた乳海攪拌

この機をとらえてアスラ（阿修羅）が天へ侵攻してきたが、超常の力を失った神々はなすすべがなかった。インドラはシヴァ、ブラフマーに助けを求めたがドゥルヴァーサの呪いは彼らにも解けず、彼らはヴィシュヌを訪ねた。ヴィシュヌは、不老不死の霊薬「アムリタ」を飲めば良いと言う。そこで、アムリタを作り出すために乳海攪拌を実行することにした。これは神々だけでは不可能な作業でありアスラの協力も必要だった ため、神々はアスラと和睦した。アムリタを分け合うことを条件にアスラは協力に応じた。

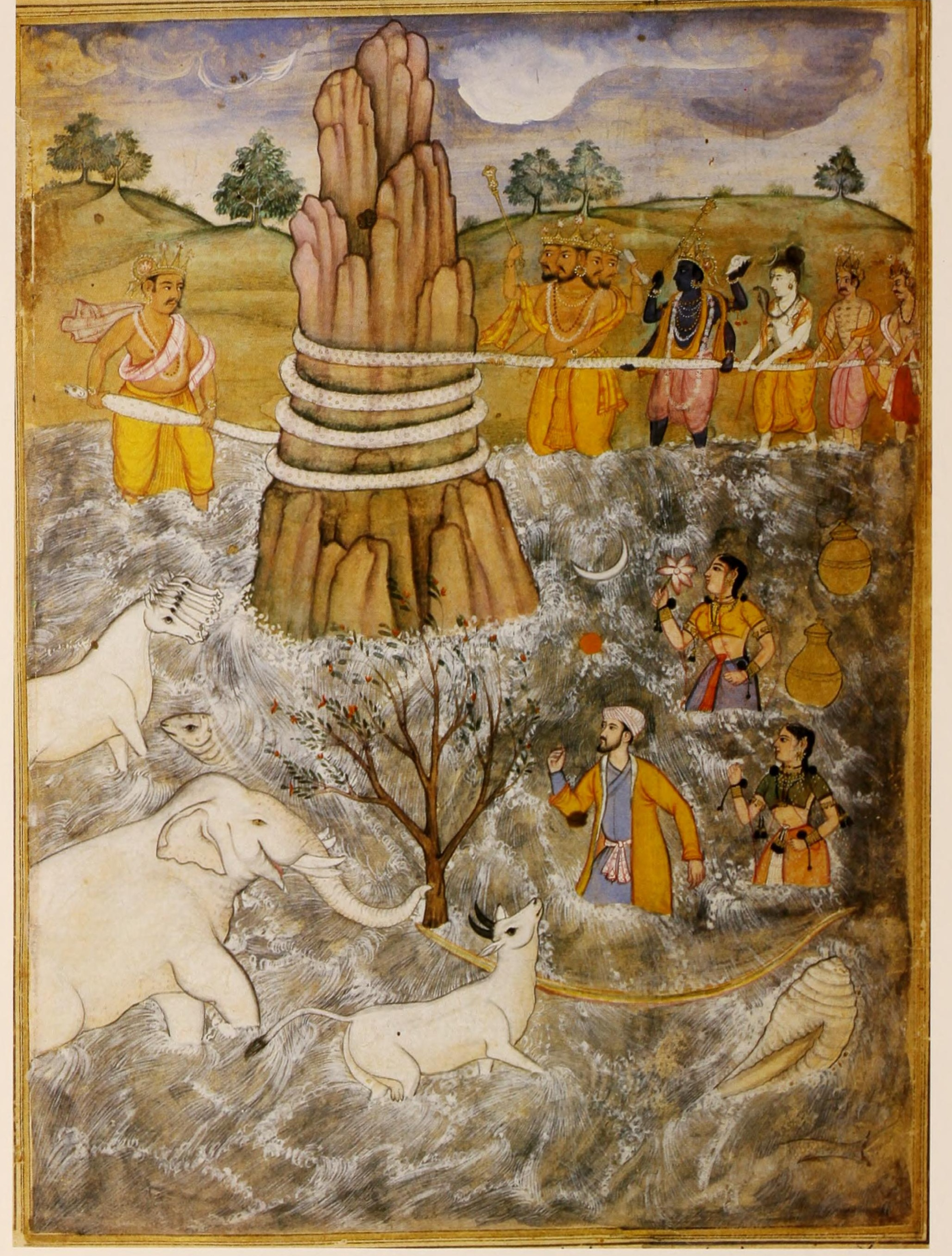
16世紀にペルシアで翻訳・制作された『マハーバーラタ』の写本での乳海攪拌

ヴィシュヌは多種多様の植物や種を乳海 (Kṣīra Sāgara) に入れた。続いて、化身巨大亀クールマとなって海に入り、その背に大マンダラ山を乗せた。山に竜王ヴァースキを絡ませて、神々はヴァースキの尾を、アスラはヴァースキの頭を持ち、互いに引っ張りあうことで山を回転させると、海がかき混ぜられた。海に棲む生物はことごとく磨り潰され、大マンダラ山の木々は燃え上がって山に住む動物たちが死んだ。火を消すべくインドラが山に水をかけたことで、樹木や薬草のエキスが海に流れ込んだ。ヴァースキが苦しんで口からハーラーハラという毒を吐いたが、シヴァがその毒を飲み干したため事なきを得た が、シヴァの喉は毒によって青く変色した。
1000年間 攪拌が続き、乳海からはさまざまなものが生じた。太陽、月、白い象アイラーヴァタ、馬ウッチャイヒシュラヴァス、牛スラビー（カーマデーヌ）、宝石カウストゥバ、願いを叶える樹カルパヴリクシャ、聖樹パーリジャータ (Pârijâta)、アプサラスたち、酒の女神ヴァルニー、ヴィシュヌの神妃である女神ラクシュミーらが次々と生まれた。最後にようやく天界の医神ダヌヴァンタリが、アムリタの入った壺を持って現れた。

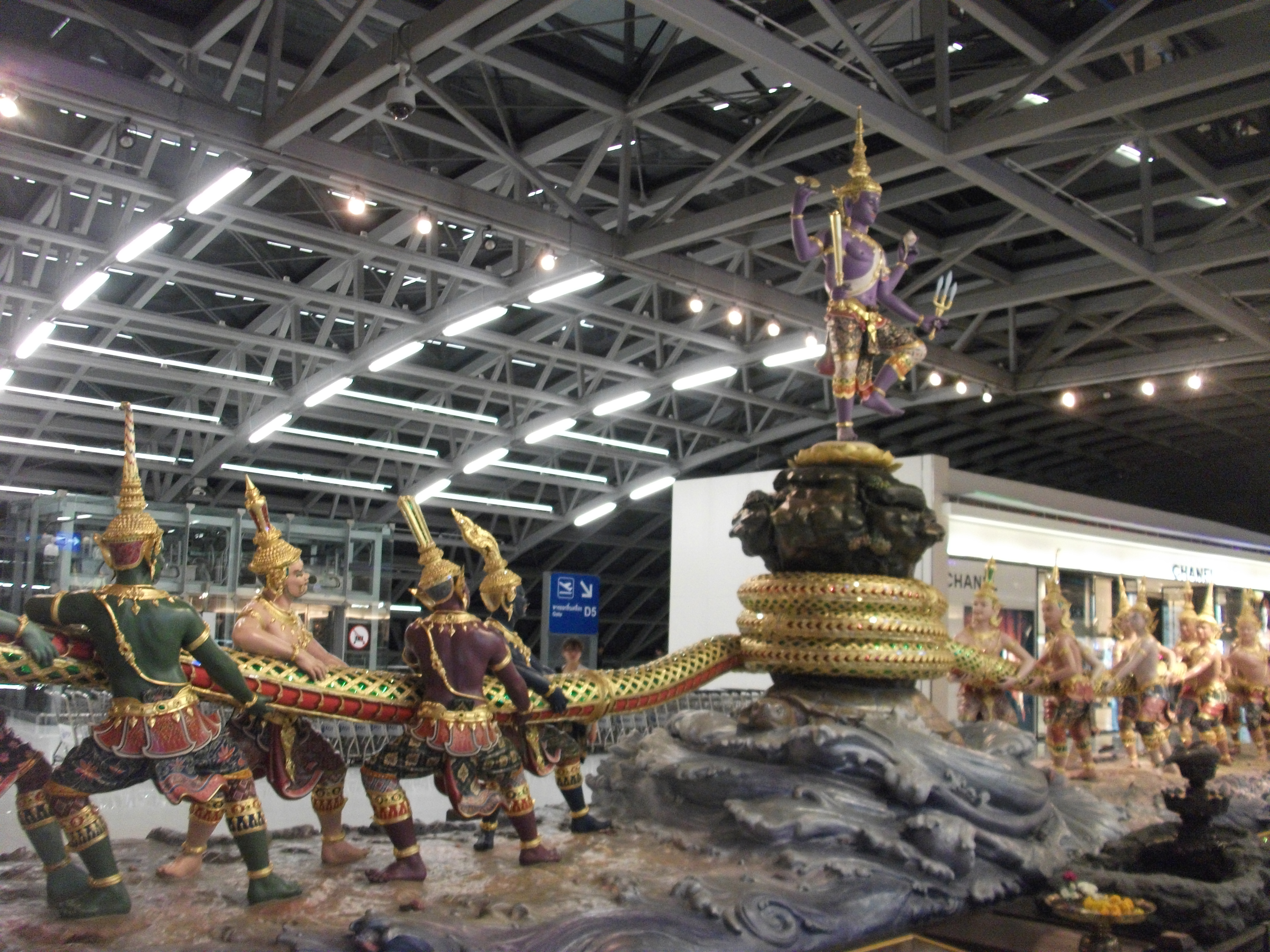
タイ・バンコクのスワンナプーム国際空港の建物内にある乳海攪拌を表現した彫刻

アスラはアムリタを要求し、神々との争いになった。アスラは一度はアムリタを手にしたが、機転を利かせたヴィシュヌ神が美女に変身して誘惑し、心を奪われたアスラたちはアムリタを美女に手渡した。その結果、アムリタは神々のものとなった。神々がアムリタを飲むさいにラーフというアスラがこっそり口にした。それを太陽神スーリヤと月神チャンドラがヴィシュヌ神に伝えたので、ヴィシュヌは円盤（チャクラム）でラーフの首を切断した。ラーフは首から上だけが不死となり、頭は告げ口したスーリヤとチャンドラを恨み、追いかけて食べようと飲み込むが体がないためすぐに外に出てしまう（日食・月食の起源）。ラーフはその体ケートゥとともに凶兆を告げる星となった（「ラーフ」を参照）。
その後、アスラは神々を激しく攻撃してきた。神々の側で戦うヴィシュヌ神が心に日輪のごとき武器を思い描くと、天からスダルシャナというチャクラムが現れた。ヴィシュヌ神や神々はアスラに勝利し、アムリタを無事持ち帰ったという。

## ギャラリー

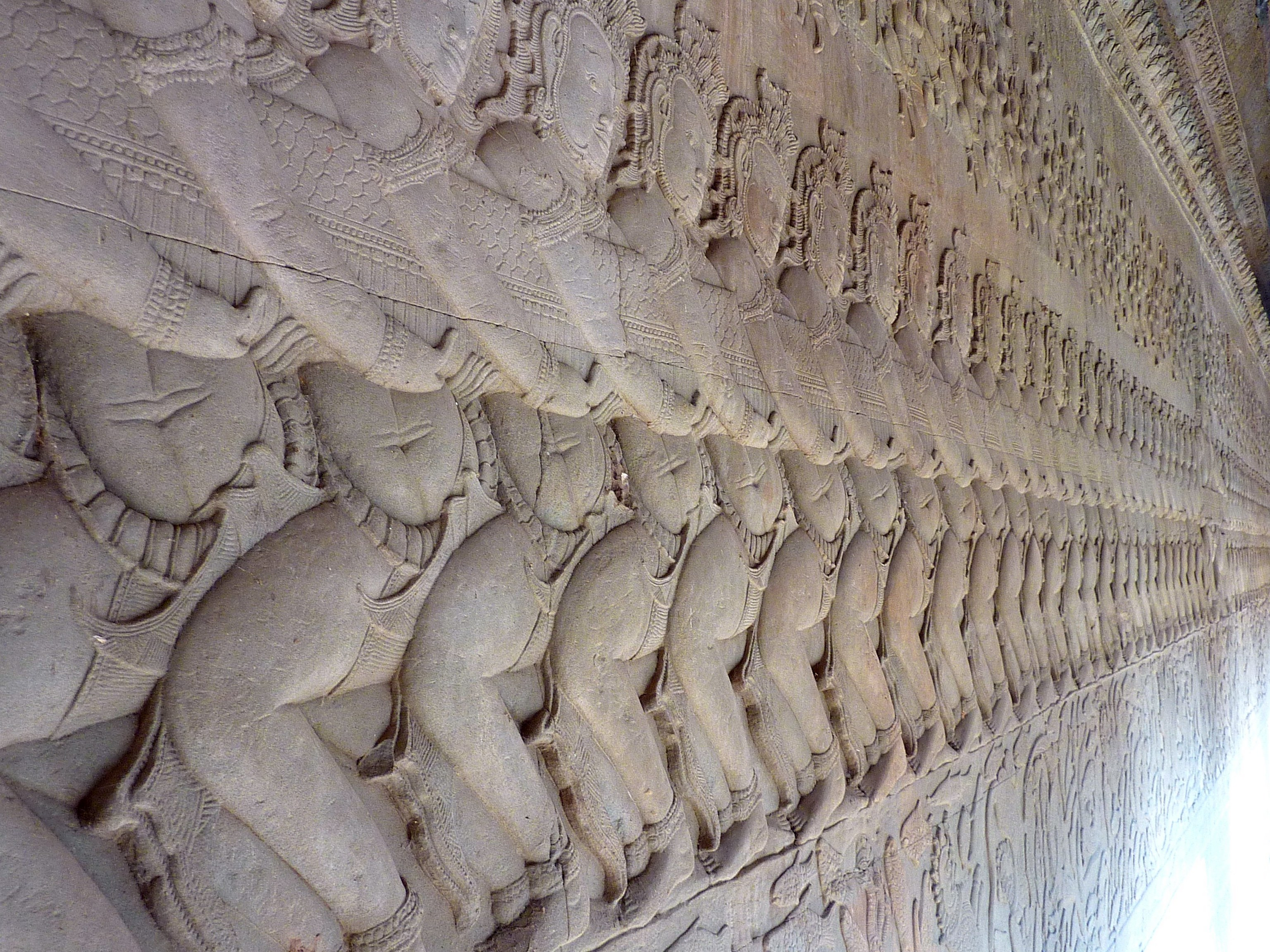
アンコールワットの浅浮き彫り（一部）
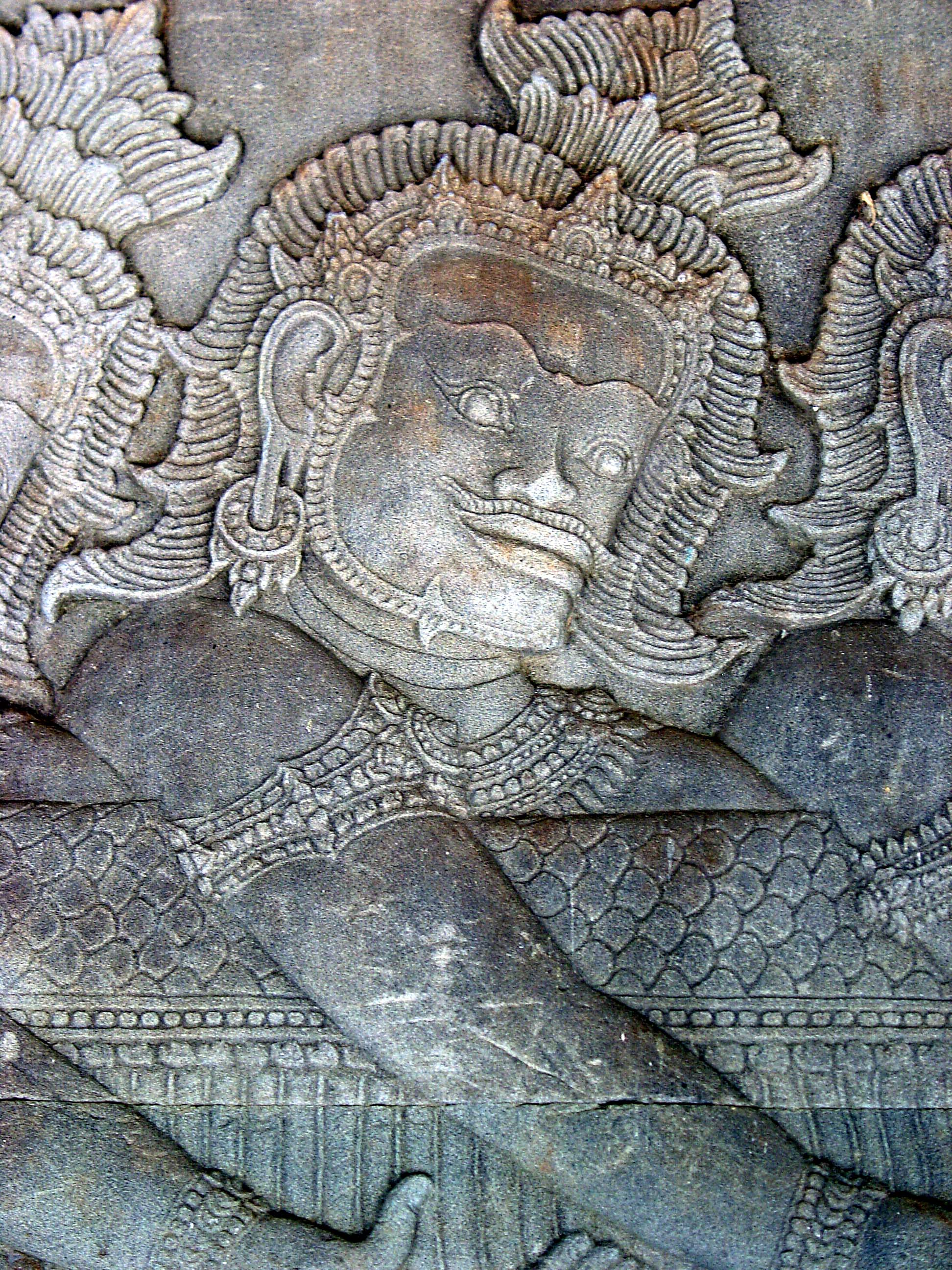
同。ヴァースキを引っ張るアスラ
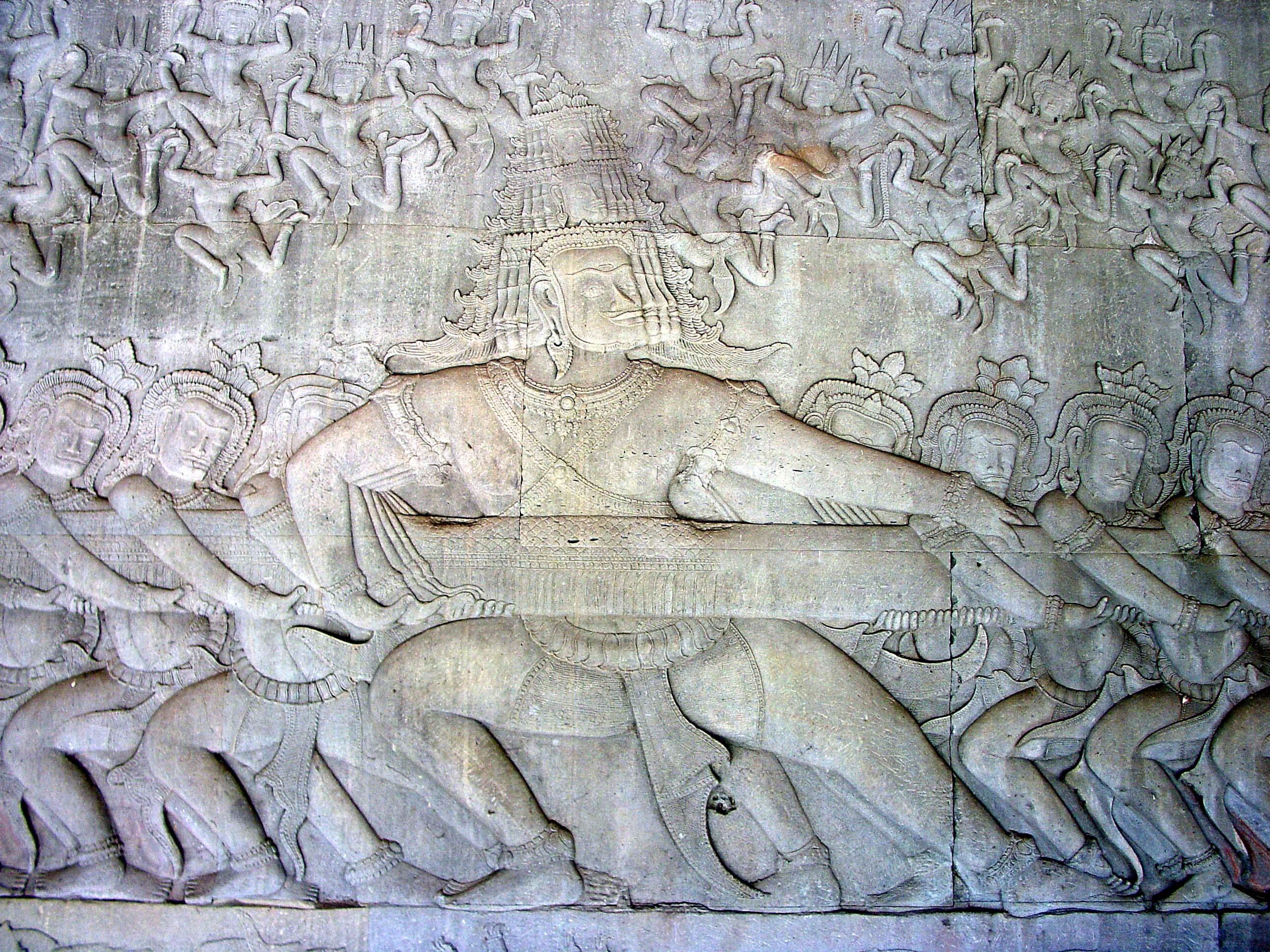
同。ヴァースキを引っ張るアスラ達
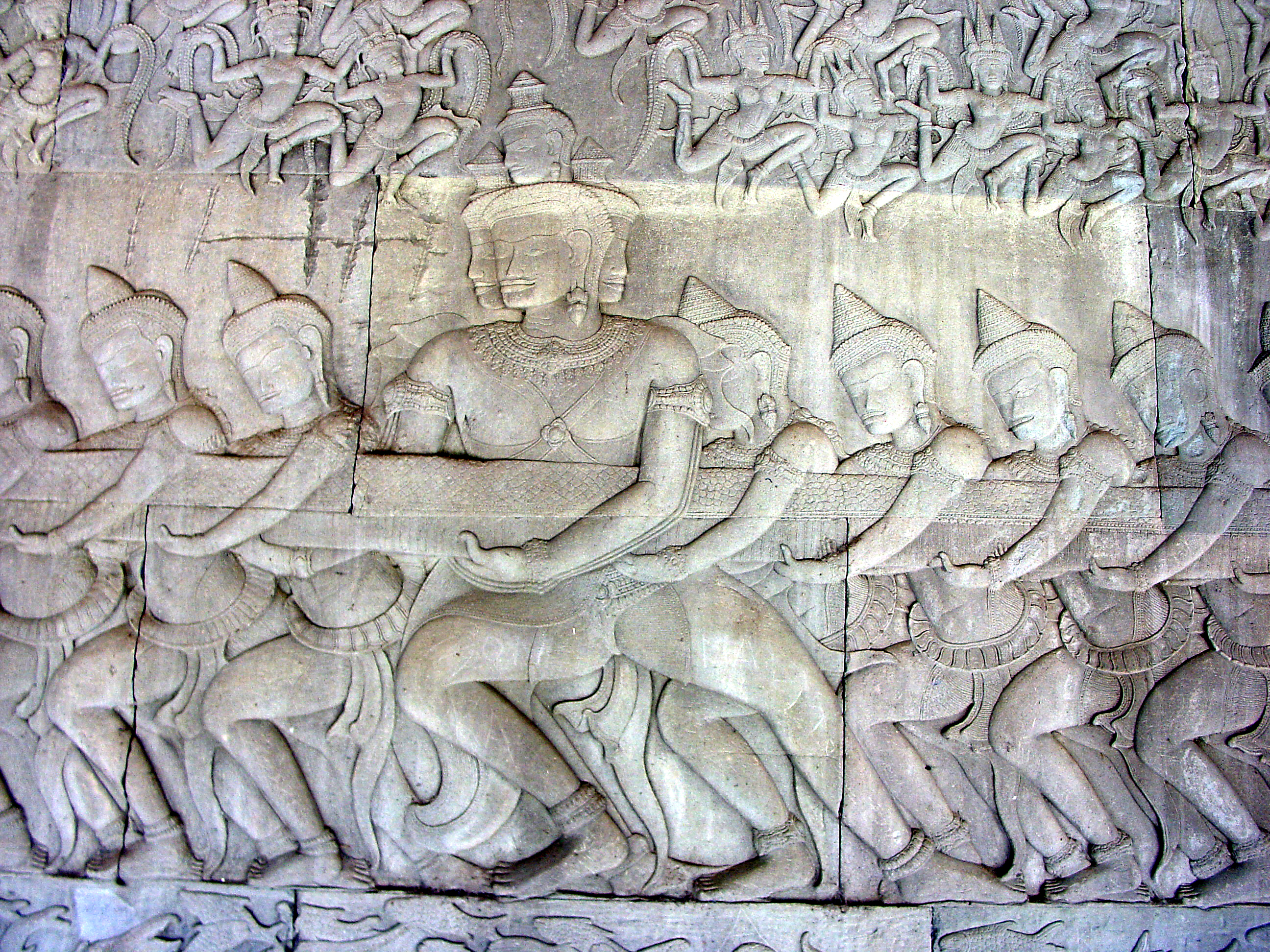
同。ヴァースキを引っ張る神々